# Czarna śmierć

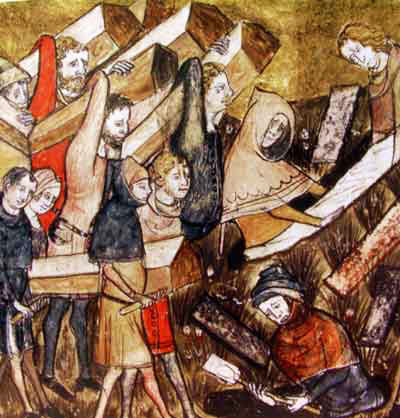
Ilustracja pokazująca ofiary czarnej śmierci

Czarna śmierć – termin określający jedną z największych epidemii w dziejach ludzkości, panującą w XIV-wiecznej Europie. Obecnie za jej przyczynę uważa się pałeczkę dżumy, powodującą dżumę, na co wskazuje analiza DNA ofiar zarazy.
Epidemia czarnej śmierci wybuchła w Azji Środkowej, być może w Chinach, skąd przez Jedwabny Szlak w 1346 roku dostała się na Krym, a stamtąd rozprzestrzeniła się na basen Morza Śródziemnego i całą Europę, roznoszona prawdopodobnie przez pchły pasożytujące na szczurach śniadych zamieszkujących ówczesne statki handlowe. Szacuje się, że zaraza spowodowała śmierć 30–60% ludności ówczesnej Europy. W wymiarze ogólnoświatowym populacja została zredukowana z 450 milionów do 350–375 milionów i potrzebowała aż 150 lat, by wrócić do stanu liczebnego sprzed pandemii. „Czarna śmierć” nawiedzała jeszcze sporadycznie Europę aż do dziewiętnastego stulecia.

## Tło

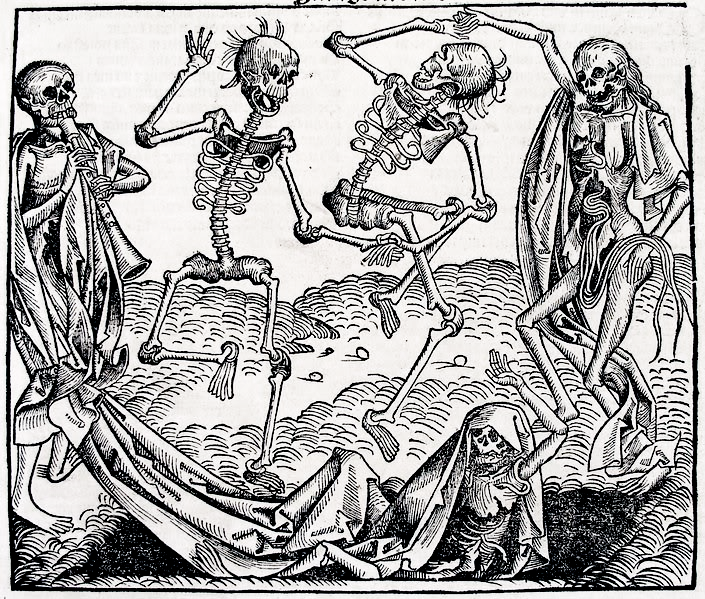
Taniec śmierci Michaela Wolgemuta inspirowany czarną śmiercią. Podkreśla on uniwersalność śmierci. Danse macabre był bardzo popularnym motywem w sztuce późnego średniowiecza.

Znane są trzy główne epidemie dżumy. Pierwsza z nich to tzw. dżuma Justyniana (VI–VII w.), która wybuchła w Cesarstwie Bizantyńskim i przyczyniła się do zgonu ok. 40% mieszkańców Konstantynopola, a następnie przeniosła się dalej w głąb Europy, gdzie zabiła ok. połowy jej populacji. Po roku 750 w Europie nie dochodziło do większych epidemii, aż do czarnej śmierci w XIV wieku. Do trzeciego wybuchu pandemii doszło w latach dziewięćdziesiątych XIX wieku w Chinach, skąd dotarła do Indii. Na Zachodzie natomiast nie miała większego zasięgu.
Później dżuma powracała z różną siłą aż do XVIII wieku. Po wybuchu w 1603 uśmierciła 38 tysięcy londyńczyków. Inne większe siedemnastowieczne epidemie: we Włoszech (1629–1631), Sewilli (1647–1652), Wiedniu (1679) i Londynie (1665–1666). Być może również osiemnastowieczne epidemie w Marsylii (1720–1722), Europie Wschodniej (1770–1772), a także Rosji (1770–1772), miały jakiś związek z poprzednimi, niemniej wydaje się, że w tym czasie dżuma jako pandemia zaczęła już zanikać w Europie. Jej miejsce zajęła natomiast epidemia cholery, panująca w dziewiętnastym i dwudziestym wieku w Europie oraz Azji.
Czarna śmierć nieodwracalnie zmieniła strukturę społeczną Europy i prawdopodobnie stanowiła także dotkliwy cios dla pozycji i znaczenia Kościoła katolickiego. Przyczyniła się także do wybuchu prześladowań mniejszości społecznych, jak np. Żydzi, trędowaci, obcokrajowcy czy żebracy. Niepewność przeżycia kolejnego dnia powodowała niekiedy chęć „życia chwilą”, co oddał Giovanni Boccaccio w Dekameronie (1353).

### Nazewnictwo
Ówcześni ludzie określali ją zazwyczaj jako „Wielki pomór” bądź „Wielką zarazę”, a pisarze – „Wielką Śmiertelność”. Określenie „czarna” w stosunku do XIV-wiecznej epidemii pierwszy raz pojawiło się w XVI-wiecznych kronikach szwedzkich i duńskich. Wydaje się, że nie odnosiło się ono – wbrew potocznym opiniom – do rozległych zmian martwiczo-zgorzelinowych w skórze chorych, nadających jej czarną barwę, ale raczej czerni jako symbolu strachu i smutku, dla podkreślenia grozy i tajemniczości zarazy. Niemiecki lekarz Justus Hecker zasugerował, że do błędnego przetłumaczenia łacińskiej nazwy atra mors („straszna/czarna śmierć”) doszło w Skandynawii, kiedy opisywał on epidemię w 1832 w swojej publikacji Der schwarze Tod im vierzehnten Jahrhundert. Praca ta została przetłumaczona w następnych latach na angielski jako The Black Death in the 14th century i zyskała sporą popularność. To właśnie dzięki niej terminy Schwarzer Tod i Black Death stały się bardzo często używane w krajach niemiecko- i angielskojęzycznych jako określenia czternastowiecznej pandemii.

## Niekontrolowane rozprzestrzenianie się

### Europa przed pandemią
Pod koniec XIII wieku w Europie dobiegło końca średniowieczne optimum klimatyczne, ustępując miejsca tzw. małej epoce lodowej. Skutkowało to zaostrzeniem się zim, a w konsekwencji – ubożeniem zbiorów. W północnej Europie ówczesne innowacje technologiczne, jak płodozmian czy ciężkie pługi, nie były tak efektywne, jak w obszarze Morza Śródziemnego, z powodu np. nieurodzajnych gleb gliniastych. Nadające się do uprawy w warunkach klimatyczno-glebowych północnej Europy ziemniaki nie były jeszcze wtedy znane w Europie. Z tych przyczyn w stuleciu poprzedzającym czarną śmierć powszechne stały się niedobory żywności, a także szybko rosnące ceny. Deficyty pszenicy, owsa i jęczmienia zmniejszały liczbę zwierząt gospodarczych, co z kolei przełożyło się na niedożywienie, obniżające odporność. Również wysoka dzietność (>5 dzieci), obecna wtedy w całej Europie, doprowadziła do gwałtownego wzrostu ludzkiej populacji, przy jednoczesnym braku żywności.
Jesienią 1314 zaczęły padać ulewne deszcze. Również zimy w następnych latach były zimne i wilgotne. Szczególnie słabe zbiory były na północy, gdzie doszło do siedmioletniego głodu. W latach 1315–1317 klęska głodu dotknęła już większość Europy północno-zachodniej, zmniejszając populację całego kontynentu o ok. 10%.

### Wybuch

Rozpowszechnianie się czarnej śmierci w Europie (1347-1353)

Powszechnie uważa się, że za czarną śmierć odpowiada bakteria pałeczki dżumy (Yersinia pestis), będąca enzootyczną dla pcheł, pasożytujących na gryzoniach naziemnych, m.in. świstakach, w różnych rejonach świata, w tym Azji Środkowej, Kurdystanie, Azji Zachodniej, północnych Indiach i Ugandzie. Datowane na lata 1338–1339 pochówki nestoriańskie, znalezione w pobliżu jeziora Issyk-kul w Kirgistanie, zawierają inskrypcję informującą o zarazie. Przez wielu epidemiologów są one uznawane za pierwotne ognisko dżumy, skąd przeniosła się ona do Chin i Indii. W październiku 2010 genetycy medyczni uznali, że czarna śmierć pochodzi z prowincji Junnan w południowo-zachodnich Chinach.
W XIII-wiecznych Chinach z powodu najazdu mongolskiego doszło do znaczącego spadku wydajności rolnictwa i handlu. Odbudowa gospodarki rozpoczęła się dopiero w XIV wieku. W latach trzydziestych XIV wieku częste klęski żywiołowe i nieurodzaje przyczyniły się do wielkiego głodu, który rozpoczął się w 1331. Wkrótce potem przybyła zaraza. W XIV wieku dżuma przyczyniła się do śmierci ok. 25 milionów Chińczyków i innych Azjatów podczas zaledwie piętnastu lat. W 1347 epidemia dotarła do Konstantynopola. Innego zdania jest George Sussman, według którego pierwsze jednoznaczne opisy epidemii z Chin pochodzą dopiero z 1644.
Wydaje się, że zaraza rozpowszechniła się wzdłuż jedwabnego szlaku wraz z wojskami mongolskimi, kupcami lub ewentualnie na statkach. Jak mówią ówczesne zapiski, w 1346 zawitała do portów morskich Europy. „Indie były wyludnione, Tartaria, Mezopotamia, Syria, Armenia zakryte trupami”.
Podobno czarna śmierć po raz pierwszy pojawiła się na terenie Europy na Krymie w 1347. Wtedy to mongolska armia pod dowództwem chana Jani Bega oblegała Kaffę. Gdy oblężenie zaczęło się zatrzymywać, przed ewakuacją najeźdźcy za pomocą katapult wrzucili w obręb miasta zwłoki chorych. Spowodowało to ucieczkę kupców z Genui, którzy w ten sposób zanieśli plagę do Europy południowej (w tym Sycylii), skąd przeniosła się ona później na północ. Niezależnie od prawdziwości tej hipotezy, pewnym się wydaje, że do rozpowszechniania się choroby przyczyniły się takie czynniki jak głód, wojny i nieprzyjazne warunki klimatyczne.

### Ogniska w Europie
Prawdopodobnie epidemia przybyła do Europy kilka razy niezależnie od siebie. W październiku 1347 dotarła na Sycylię, zaniesiona tam przez dwanaście galer genueńskich, skąd szybko rozpowszechniła się po całej wyspie.
W styczniu 1348 genueńskie galery z Kaffy dotarły do Genui i Wenecji, jednakże za najważniejsze ognisko epidemii dla północnych Włoch uznaje się Pizę, do której brzegów owe galery dobiły kilka tygodni później. Pod koniec stycznia 1348 wydalone z Italii okręty dotarły do Marsylii.
Z Włoch zaraza przeniosła się do Europy północno-zachodniej, zajmując Francję, Hiszpanię, Portugalię i Wielką Brytanię (w czerwcu 1348), po czym zmieniła kierunek ekspansji na wschód, docierając w latach 1348–1350 do Niemiec i Skandynawii. Do Norwegii czarna śmierć zawitała w 1349, gdy do portu w Askøy przybił statek z zarażonymi pasażerami. Szybko dotarła ona stamtąd do Bjørgvin (dzisiejsze Bergen), lecz nie udało się jej dotrzeć na Islandię. Wreszcie w 1351 zasięg czarnej śmierci objął także północno-zachodnią Rosję. W latach 1348–1350 zmarło ponad 60% ludności Norwegii.
Ostatnie ognisko tej epidemii w tym kraju miało miejsce w Oslo (1654).
Zaraza objęła całą Europę, prawdopodobnie z wyjątkiem niektórych wysp lub innych izolowanych terenów. W starszej historiografii pojawia się pogląd, że pierwsza fala czarnej śmierci ominęła Królestwo Polskie i Czechy. Pogląd ten jednak został odrzucony przez nowsze badania. Powodem, dla którego to przekonanie długo się utrzymywało, jest bardzo niewielka liczba źródeł pisanych, mówiących o epidemii w Polsce i Czechach.. O zarazie pisze wprawdzie w swojej kronice Jan Długosz, ale jego relacja jest uważana za wtórną i mało wiarygodną. W drugiej połowie stulecia w Polsce wzrosła powierzchnia lasów, płace robotników w Krakowie rosły, a ceny zboża spadały. Takie same zjawiska miały miejsce w krajach Europy Zachodniej i były wyraźnie powiązane z epidemią i gwałtownym zmniejszeniem się populacji, które doprowadziło do nadwyżki żywności (a więc spadku cen) i niedoboru wykwalifikowanej siły roboczej (i w konsekwencji wzrostu płac). Biorąc pod uwagę mechanizm rozprzestrzeniania się choroby jest też nieprawdopodobne, aby zaraza mogła oszczędzić Polskę – kraj pozbawiony istotnych barier naturalnych na wschodzie i zachodzie, a ponadto ze wszystkich stron otoczony ziemiami dotkniętymi epidemią. Źródła odnotowują też oznaki związanego z epidemią kryzysu społecznego w Polsce, a więc procesje biczowników i nasilone nastroje antysemickie.

### Czarna śmierć na Bliskim Wschodzie
Czarna śmierć dotknęła również Bliski Wschód, co doprowadziło do wyludnienia i przemian gospodarczo-społecznych tego regionu. Po opanowaniu Europy Zachodniej, zasięg zarazy rozszerzył się aż do Rosji południowej. Jesienią 1347 epidemia dotarła do Aleksandrii (Egipt), prawdopodobnie poprzez statki handlowe przybyłe z Konstantynopola i portów Morza Czarnego. W tym samym roku dotarła na wschód od Gazy i na północ wzdłuż wybrzeża wschodniego, opanowując wiele miast w Libanie, Palestynie i Syrii, w tym Jerozolimę, Aszkelon, Sydon, Damaszek, Homs, Akkę i Aleppo. W latach 1348–1349 swoim zasięgiem objęła także Antiochię, której spora cześć mieszkańców uciekła. Wielu z nich zmarło po drodze, inni natomiast rozpowszechnili zarazę na kolejne obszary Azji Mniejszej.
Mekka została zainfekowana w 1349. Tego samego roku epidemia przyczyniła się do masowych zgonów w Mawsil (Mosul), a przez Bagdad przetoczyła się druga jej faza.
W 1351 pandemia zawędrowała do Jemenu. Zbiegło się to w czasie z powrotem jemeńskiego króla Mujahida z więzienia w Kairze. Być może jego dwór przeniósł zarazę z Egiptu do Jemenu.

## Objawy
Współczesne opisy objawów czarnej śmierci są często nieprecyzyjne, bądź mocno różnią się między sobą. Najczęściej zauważanym symptomem choroby był obrzęk pachwinowych, pachowych lub szyjnych węzłów chłonnych. Giovanni Boccaccio, będący świadkiem zarazy, tak opisuje jej objawy:

Wiosną tego roku mór począł w przedziwny sposób okrutne spustoszenia czynić. Choroba nie objawiała się u nas tak, jak na Wschodzie, gdzie zwykłym znamieniem niechybnej śmierci był upływ krwi z nosa. Zaczynała się ona równie u mężczyzn jak u kobiet od tego, że w pachwinach i pod pachą pojawiały się nabrzmienia, przyjmujące kształt jabłka albo jajka i zwane przez lud szyszkami. Wkrótce te śmiertelne opuchliny pojawiały się i na innych częściach ciała; od tej chwili zmieniał się charakter choroby: na rękach, biodrach i indziej występowały czarne albo sine plamy; u jednych były one wielkie i rzadkie, u drugich skupione i drobne. Na chorobę tę nie miała środka sztuka medyczna; bezsilni byli też wszyscy lekarze.

Komentując tę relację, Ziegler pisał, że jedynym wątpliwym w niej szczegółem medycznym jest związek obrzęku węzłów chłonnych z nieuchronną śmiercią.
Kolejnymi objawami choroby była wysoka gorączka i wymiotowanie krwią. Większość chorych umierała w przeciągu 2–7 dni po zarażeniu. Historyk David Herlihy zidentyfikował inny potencjalny objaw czarnej śmierci, wspominany w źródłach: piegopodobne plamy i wysypka na skórze, być może związana z pokąsaniem przez pchły.
Niektóre świadectwa (np. Louisa Heyligena, zmarłego w wyniku epidemii w 1347 muzyka z Awinionu) wspominają o formie choroby, infekującej płuca i prowadzącej do chorób układu oddechowego, mogącej być tożsamą z dżumą płucną.

Było powiedziane, że zaraza przyjmuje trzy formy. W pierwszej ludzie cierpią z powodu infekcji płuc, prowadzającej do trudności z oddychaniem. Kto posiada te zepsucie lub skażenie, nie może uciec, ale umrze w ciągu dwóch dni. Inna forma (…) w której wyrzynają się pod pachami bąble (…) trzecia forma, w której ludzie obu płci porażeni chorobą w pachwinę.

## Przyczyny

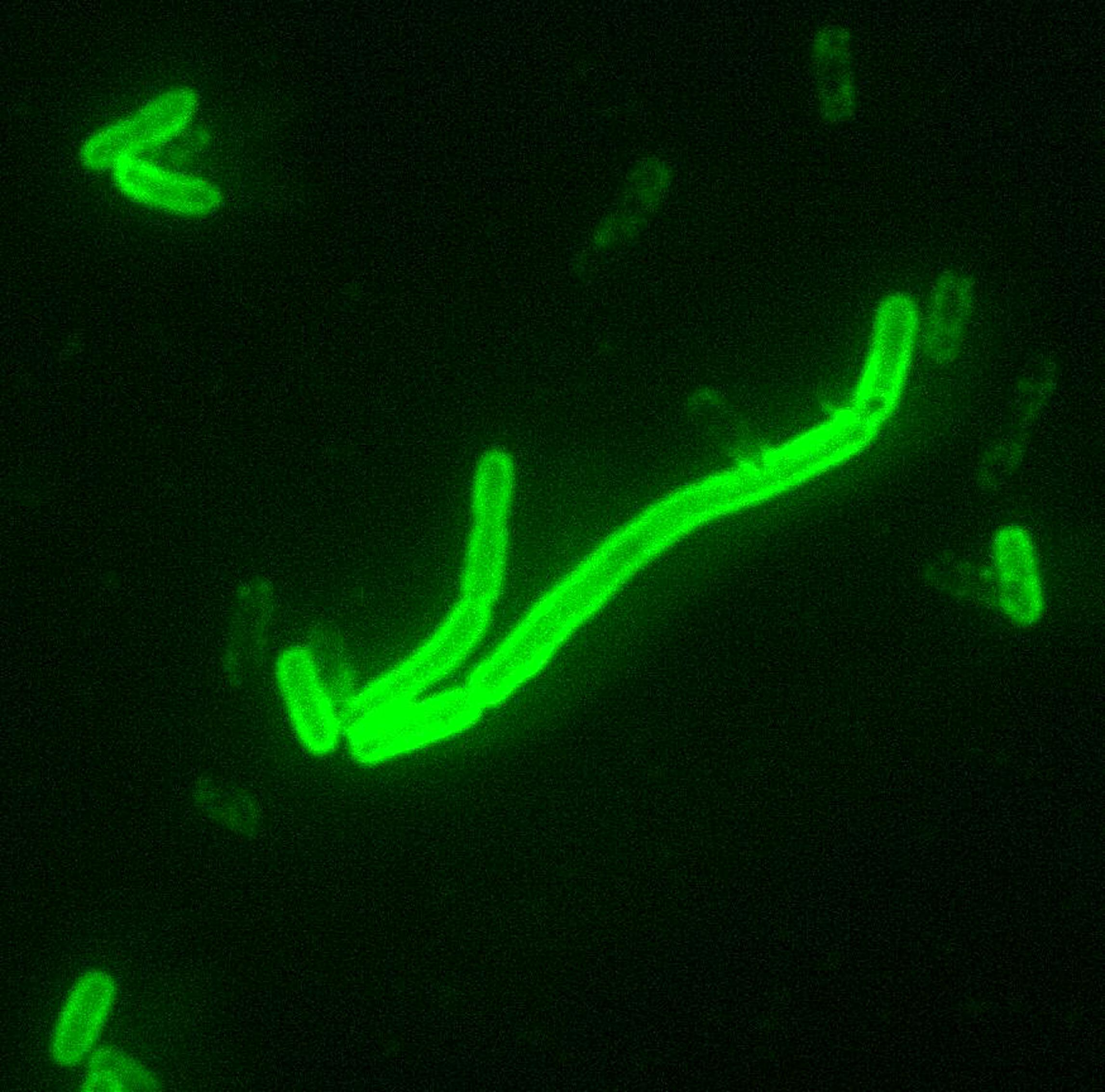
Pałeczka dżumy (Yersinia pestis)

Ówczesny wydział medycyny w Paryżu w liście do króla Francji uznał, że za czarną śmierć odpowiadają niebiosa, konkretnie koniunkcja trzech planet w 1345, powodująca „wielką zarazę w powietrzu”. Sprawozdanie to było pierwszą próbą wytłumaczenia przyczyn epidemii i jedną z najbardziej rozpowszechnionych. Panowało wówczas bowiem powszechne przekonanie, że za chorobę odpowiada „złe powietrze”.
Znaczenie higieny dla zdrowia zostało dostrzeżone dopiero w XIX wieku, wcześniej zaś normą były brudne i zaśmiecone ulice, zasiedlane przez dużą liczbę wszelkich zwierząt, roznoszących pasożyty groźne także dla człowieka. W takich warunkach choroby mogły się łatwo rozpowszechniać. Pod wpływem czarnej śmierci w 1377 w Dubrowniku powstała instytucja kwarantanny.
Obecnie najczęściej za odpowiedzialną za czarną śmierć uważa się dżumę, wywołaną przez  pałeczkę dżumy (Yersinia pestis), która przyczyniła się do wybuchu epidemii w południowych Chinach (1865), później zawleczonej do Indii. Badania mające na celu odkrycie patogenu, będącego przyczyną XIX-wiecznej pandemii, zostały rozpoczęte przez zespoły badaczy, którzy odwiedzili Hongkong w 1894. Należał do nich między innymi francusko-szwajcarski bakteriolog Alexandre Yersin, od którego też pochodzi nazwa łacińska pałeczki dżumy. Za odkrywcę mechanizmu działania Y. pestis uważa się zazwyczaj Paula-Louisa Simonda (1898). Stwierdzono obecność tej bakterii w ugryzieniach pcheł, których jelito przednie zostało zablokowane przez namnażające się Y. pestis. Niedrożność jelita przedniego powoduje u pcheł głód i związane z nim agresywne żerowanie, mające na celu udrożnienie przewodu pokarmowego, w wyniku czego tysiące pałeczek dżumy pojawia się w miejscu ssania krwi. W ten sposób dochodzi do infekcji. Ponadto mechanizm rozpowszechniania się Y. pestis wymaga istnienia dwóch populacji gryzoni: nosicieli, odpornych na dżumę, i osobników nieuodpornionych. Kiedy zarażone przez uodpornionych nosicieli gryzonie zaczną padać, pchły przenoszą się na innych gospodarzy, w tym ludzi, wywołując w ten sposób epidemię.
Francis Aidan Gasque pisał o „wielkiej zarazie” w 1893: „wydaje się, że jakaś forma zwykłej wschodniej lub dymieniczej dżumy” była odpowiedzialna za czarną śmierć. W drugiej edycji swojego dzieła (1908) w proces rozpowszechniania się zarazy włączył pchły i szczury. Interpretacja ta zyskała szeroki rozgłos i zastosowanie, także w odniesieniu do innych historycznych pandemii, jak np. dżumy Justyniana, która spustoszyła Cesarstwo Bizantyńskie w latach 541–700.
Współczesna dżuma dymienicza charakteryzuje się śmiertelnością w zakresie 30–75% i następującymi objawami: wysoką gorączką (38–41 stopni), bólami głowy i stawów, nudnościami, wymiotami i ogólnym uczuciem dyskomfortu. Nieleczona prowadzi w 80% przypadków do śmierci w ciągu ośmiu dni.
Śmiertelność nieleczonych ofiar dżumy płucnej wynosi 90–95%. Cechuje się ona wysoką gorączką, kaszlem i krwawo zabarwioną plwociną, która w dalszym etapie choroby staje się sypka i jasnoczerwona. Wskaźnik śmiertelności dżumy septycznej, mającej najmniej wspólnego z tymi dwoma rodzajami dżumy, wynosi prawie 100%. Jej symptomy to wysoka gorączka i fioletowe plamy na skórze, powodowane miejscowym krzepnięciem krwi. Postęp niektórych odmian dżumy, zwłaszcza dżumy płucnej i septycznej, jest tak szybki, że często nie obserwuje się charakterystycznego obrzęku węzłów chłonnych.

Wielu współczesnych uczonych przyjmuje, że śmiertelność wywołana przez czarną śmierć wynikała ze współwystępowania dżumy płucnej oraz dymieniczej z innymi chorobami i przypominają, że nie każda historyczna wzmianka o „zarazie” musi oznaczać dżumę dymieniczą. W swojej analizie XV-wiecznych ognisk epidemii Ann Carmichael zauważyła, że insekty, wysypka, gorączka i biegunka najczęściej towarzyszą dżumie dymieniczej.

### Alternatywne wyjaśnienia
Wymienione wyżej teorie po raz pierwszy zakwestionowane zostały przez brytyjskiego bakteriologa J. F. D. Shrewsbury’ego, który zauważył, że dane o umieralności wywołanej przez czarną śmierć na obszarach wiejskich w XIV wieku nie odpowiadają współczesnym plagom dżumy, stąd też uznał, że szacunki liczby ofiar XIV-wiecznej pandemii są przesadzone. W 1984 zoolog Graham Twigg opublikował pierwszą znaczącą pracę, bezpośrednio negującą odpowiedzialność dżumy dymieniczej za czarną śmierć. Później wątpliwości co do tożsamości tej zarazy wysuwali też inni badacze, w tym Samuel K. Cohn Jr. (2002), David Herlihy (1997), Susan Scott i Christopher Duncan (2001).
Uznaje się, że przy próbie rozpoznania choroby jej objawy są równie ważne, co analiza epidemiologiczna, tę jednak utrudnia brak wiarygodnych danych statystycznych z XIV wieku. Większość obliczeń opiera się na informacjach dotyczących rozpowszechniania się czarnej śmierci w Wielkiej Brytanii, jednakże nawet szacunki liczby tamtejszej populacji przed pandemią są niejednorodne i często różnią się o ponad 100%. Wynika to z faktu, że w okresie od opublikowania Domesday Book do 1377 nie przeprowadzono na wyspach brytyjskich ani jednego spisu ludności. Dlatego też badacze chcący ustalić liczbę ofiar czarnej śmierci zazwyczaj opierają się na ekstrapolacji danych, dotyczących duchowieństwa.
Krytycy teorii identyfikującej czarną śmierć z dżumą twierdzą, że ówczesna populacja szczurów była zbyt mała, by rozpowszechnić chorobę na taką skalę, ponadto objawy czarnej śmierci są wieloznaczne, niektóre relacje ich dotyczące nie pasują do dżumy, a testy DNA ofiar mogą okazać się błędne oraz nie były powtarzane mimo sporej ilości dostępnego materiału. Wskazują także na brak doniesień o masowych zgonach szczurów przed wybuchami zarazy wśród ludzi w XIV i XVII wieku. Panujące wówczas w północnej Europie niskie temperatury uniemożliwiały przetrwanie pcheł poza organizmem gospodarza, zaś mimo prymitywności ówczesnych systemów transportowych czarna śmierć rozpowszechniała się znacznie szybciej, niż dzisiaj dżuma. Ponadto ich zdaniem śmiertelność wśród ofiar czarnej śmierci jest znacznie wyższa, niż typowa dla dżumy dymieniczej, a zaraza atakowała zarówno tereny miejskie, jak i wiejskie, podczas gdy dzisiaj pandemie dżumy dotyczą głównie tych drugich. Ponadto późniejsze domniemane wybuchy pojawiały się na obszarach nawiedzonych przez czarną śmierć przez 5–15 lat, podczas gdy współcześnie obserwowane ogniska dżumy stają się endemicznie dla dziesięcioleci, nieraz powtarzają się co roku.
Walløe stwierdził, że inni autorzy „przyjęli za pewnik model infekcji Simonda (szczur śniady → pchła pasożytująca na szczurze → człowiek), który został opracowany dla wyjaśnienia epidemii w Indiach jako jedyny sposób rozpowszechniania się Yersinia pestis”, podczas gdy istnieją inne możliwości.

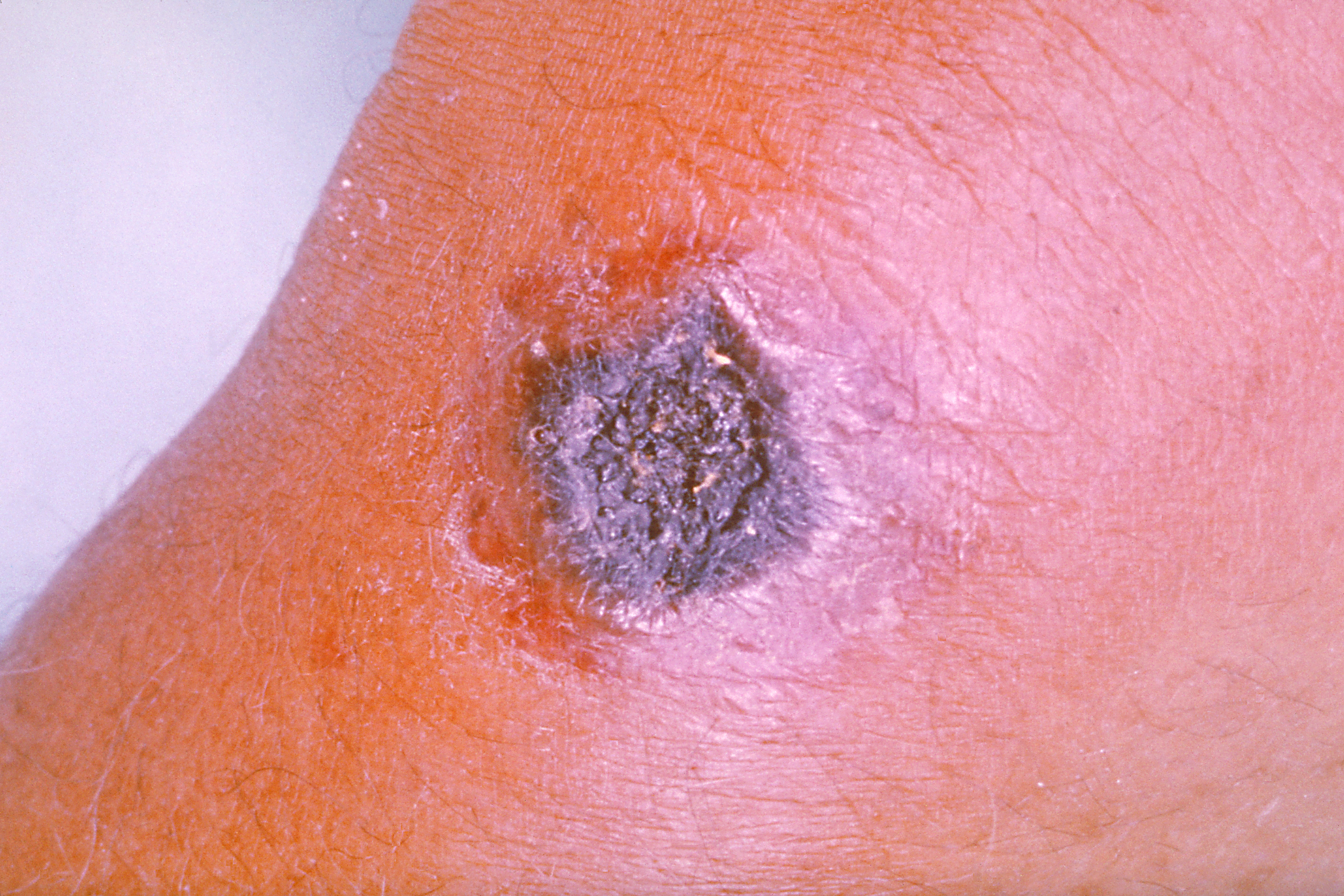
Wąglikowe zmiany na skórze.

Twigg zasugerował, że za czarną śmierć odpowiada odmiana wąglika, a N.F. Cantor (2001) – prawdopodobnie kombinacja wąglika i innych pandemii. Scott i Duncan zasugerowali, że XIV-wieczna epidemia była formą gorączki krwotocznej, podobnej do tej wywołanej przez wirusa Ebola. Archeolog Barney Sloane wyraził przekonanie, że zapis archeologiczny średniowiecznych dzielnic nadbrzeżnych Londynu nie wskazuje na masowe padanie szczurów, a sama pandemia rozpowszechniała się zbyt szybko, by to one mogły być jej nosicielami. Jego zdaniem bardziej wiarygodny jest pogląd, że zaraza przenosiła się bezpośrednio z człowieka na człowieka, a nie poprzez gryzonie. Szerokie poparcie w kręgach badaczy zyskała teoria głosząca, że za czarną śmierć odpowiada więcej niż jeden czynnik. Wielu naukowców wskazuje na pałeczkę dżumy jako główną przyczynę epidemii, a jej rozpowszechnienie i niektóre objawy tłumaczy jej połączeniem z innymi chorobami, jak np. tyfus, ospa czy infekcje układu oddechowego. Ponadto sugeruje się, że kombinacja dżumy dymieniczej, septycznej („zatrucie krwi”), a także płucnej (zaraza miała atakować najpierw układ oddechowy) najlepiej tłumaczy objawy czarnej śmierci, a także odnawianie się jej ognisk.

### AnalizaDNA

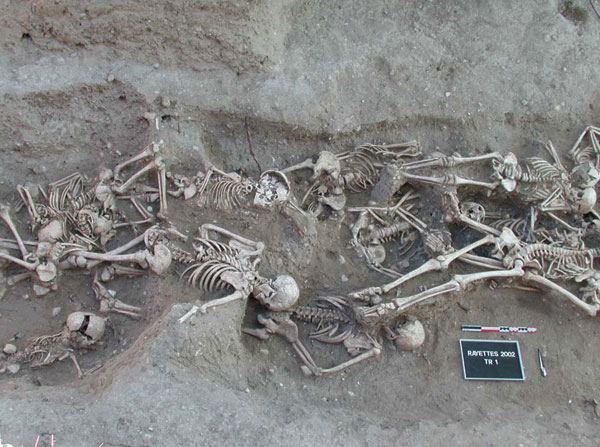
Masowy grób w Martigues (Francja). Analiza molekularna DNA wydobywanego ze szkieletów ludzi zmarłych w latach 1720–1721 wskazała na pałeczkę dżumę jako patogen, odpowiedzialny za drugą fazę zarazy, która w Europie występowała od 1347 (jako czarna śmierć) do 1750.

W październiku 2010 w ogólnodostępnym piśmie naukowym PLOS Pathogens opublikowano pracę autorstwa międzynarodowego zespołu badaczy. Podjęła ona na nowo kwestię związku Yersinia pestis z czarną śmiercią, podejmując kontrowersyjną identyfikację dokonaną przez Drancourta i Raoulta (1998).
Przeprowadzone zostały badania, mające na celu ewentualne wykrycie DNA i białek charakterystycznych dla pałeczki dżumy w szkieletach ludzkich, znajdujących się w masowych grobach, szeroko rozproszonych po Europie północnej, środkowej i południowej, związanych archeologicznie z epidemią czarnej śmierci lub jej potencjalnymi kolejnymi wybuchami. Autorzy doszli do wniosku, że ich badanie w połączeniu z wcześniejszymi analizami, dotyczącymi południowej Francji i Niemiec,

…kończy debatę na temat etiologii czarnej śmierci i jednoznacznie wskazuje, że to Y. pestis była czynnikiem sprawczym epidemii dżumy, która wyniszczyła średniowieczną Europę.

W pracy tej wykazano także istnienie dwóch nieznanych wcześniej, spokrewnionych ze sobą kladów w obrębie Y. pestis, których ślady odnaleziono we wspomnianych wyżej masowych pochówkach. Odkryte wtedy Y. p. orientalis i Y. p. medievalis są już wymarłe, niemniej ich potomkiem jest odpowiedzialna współcześnie za dżumę Y. pestis. Ponadto zasugerowano, że czarna śmierć przetoczyła się przez Europę w dwóch falach. Pierwsza, wywołana przez Y. p. orientalis, dotarła do Europy przez port w Marsylii ok. listopada 1347, w ciągu następnych dwóch lat rozpowszechniła się we Francji, w końcu wiosną 1349 dotarła do Wielkiej Brytanii, powodując tam trzy epidemie. Analiza pozostałości po pladze dżumy w holenderskim mieście Bergen op Zoom pozwoliła odkryć genotyp Yersinia pestis różny od tego z Francji i Wielkiej Brytanii. Pokazuje to, że epidemia dziesiątkująca Niderlandy w 1350 nie była tożsama z tą znaną z Francji i Wielkiej Brytanii, a zaraza do Bergen op Zoom (i ewentualnie innych części południowej Holandii) nie dotarła stamtąd. Sugeruje to obecność drugiej fali czarnej śmierci (innej niż ta znana z Wielkiej Brytanii i Francji), która mogła być zawleczona do Niderlandów ze Skandynawii, miast Hanzy bądź innego miejsca.
Rezultaty opisanego wyżej studium zostały później potwierdzone przez inne badania. I tak np. na podstawie analiz DNA, zebranego ze szczątków ofiar czarnej śmierci w East Smithfield (Londyn), Schuenemann i współpracownicy (2011) stwierdzili: „Czarna śmierć w średniowiecznej Europie została wywołana przez odmianę Y. pestis, która mogła dłużej nie istnieć”. Badanie opublikowane w Nature w październiku 2011 przedstawiało wyselekcjonowany ze szczątków ofiar zarazy genom Y. pestis i wykazało, że ten szczep, odpowiedzialny za czarną śmierć, jest przodkiem dzisiejszej pałeczki dżumy. Stosując analizę DNA w materiale pobranym z zębów osób pochowanych na średniowiecznym cmentarzu w Aschheim w Bawarii, stwierdzono, że Dżuma Justyniana była spowodowana przez inne szczepy bakterii niż te, które spowodowały epidemię czarnej śmierci w XIV–XVII wieku oraz epidemię dżumy w XIX–XX wieku.

## Następstwa

### Liczba ofiar
Dane dotyczące liczby śmiertelnych ofiar czarnej śmierci różnią się, niemniej szacuje się, że w XIV wieku zabiła ok. 75–200 mln ludzi. Według zajmującego się średniowieczem historyka Philipa Daileadera (2007):

W ostatnich badaniach utrzymuje się tendencja do twierdzenia, jakoby 45–50% ówczesnej europejskiej populacji wymarło w ciągu czterech lat. Występują też różnice geograficzne. Podczas gdy w europejskim regionie Morza Śródziemnego (Włochy, południowa Francja, Hiszpania), gdzie zaraza panowała cztery lata, zginęło prawdopodobnie ok. 75–80% populacji, w Niemczech i Wielkiej Brytanii [...] bliżej 20%.

Na Bliskim Wschodzie (w tym Iraku, Iranie i Syrii) wymarło ok. jednej trzeciej populacji. W samym Egipcie czarna śmierć zabiła ok. 40% ludności. W Paryżu wymarła połowa liczącej wówczas 100 tysięcy osób populacji. We Florencji w wyniku zarazy liczba ludności spadła ze 110–120 tysięcy w 1338 do 50 tysięcy w 1351. Zmarło co najmniej 60% ludności Hamburga i Bremy. Przed 1350 w Niemczech liczba osad wynosiła około 170 000, a w 1450 – już o 40 000 mniej. W 1348 zaraza rozpowszechniała się tak szybko, że zanim lekarze i władze były w stanie podjąć jakieś radykalniejsze działania, liczba ludności mieszkającej w Europie była już o jedną trzecią mniejsza. W zatłoczonych miastach śmiertelność bardzo często sięgała 50% ludności. Najmniej ucierpieli Europejczycy, żyjący na odizolowanych obszarach. Tymczasem wśród mnichów i księży śmiertelność była bardzo wysoka, gdyż opiekując się chorymi, sami się łatwo zarażali.

### Prześladowania

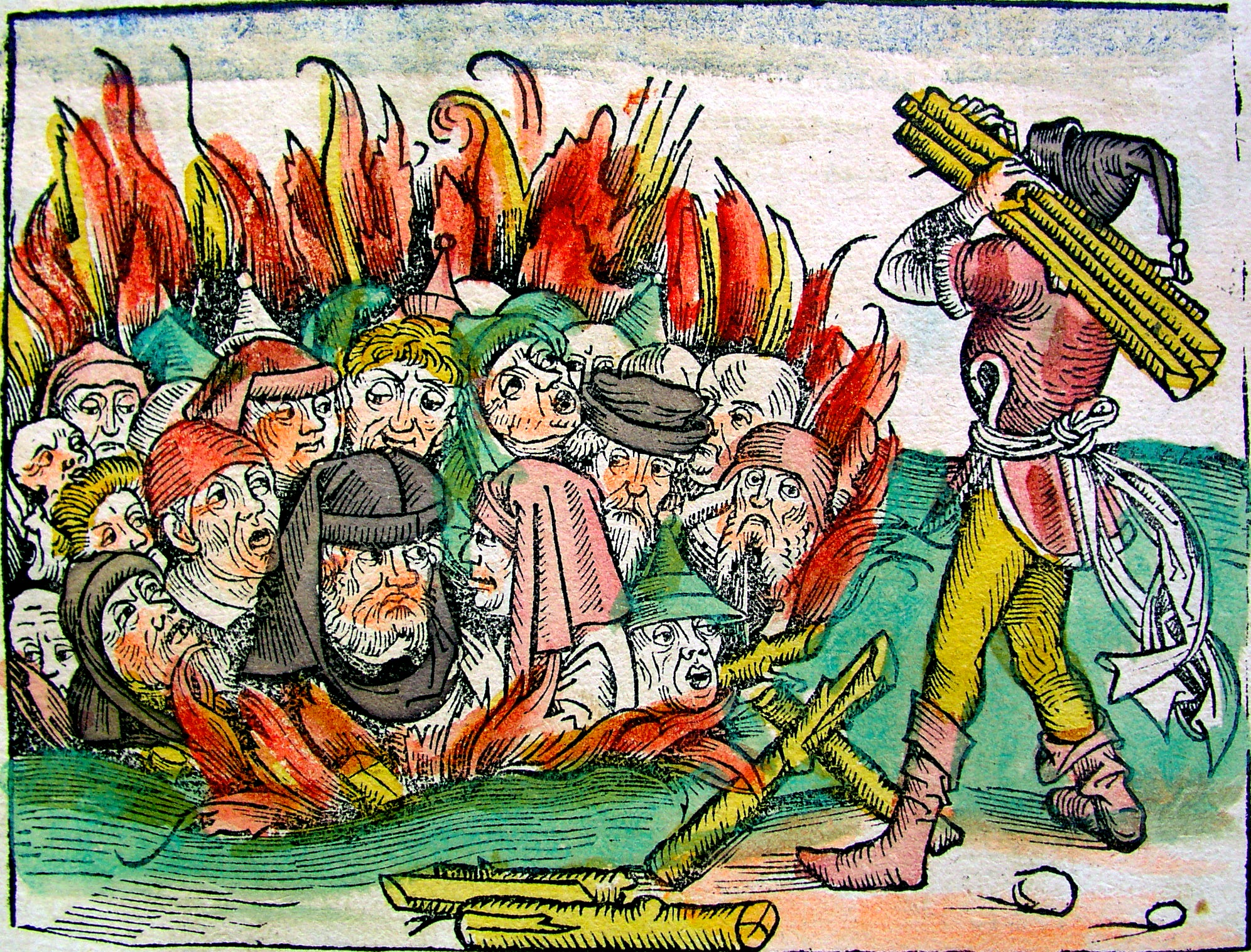
Palenie żywcem Żydów, oskarżanych o szerzenie zarazy. Czarna śmierć przyczyniła się do nasilenia się nastrojów antysemickich i licznych pogromów Żydów.

Czarna śmierć przyczyniła się do odnowy religijnej, zmieniającej się nieraz w fanatyzm. Niektórzy Europejczycy obwiniali o zarazę „różne grupy, np. Żydów, zakonników, cudzoziemców, żebraków, pielgrzymów” i Romów. Trędowaci oraz inne osoby z wyraźnymi zmianami skórnymi (jak trądzik czy łuszczyca) byli w całej Europie izolowani i mordowani.
Dochodziło do wielu napaści o charakterze antysemickim. W sierpniu 1349 wymordowano gminy żydowskie w Moguncji i Kolonii. W lutym tego samego roku mieszkańcy Strasburga zabili ok. 2 tysięcy Żydów. W ciągu całego roku 1351 zniszczono 60 większych i 150 małych społeczności żydowskich. Bardzo popularne stawały się bractwa flagelantów, liczące wówczas powyżej 800 tysięcy członków.
Ponieważ XIV-wieczne lecznictwo nie potrafiło wyjaśnić przyczyn epidemii, Europejczycy upatrywali je w siłach astrologicznych, trzęsieniach ziemi i zatruwaniu studni przez Żydów. Europejscy władcy nie reagowali wyraźnie na kryzys związany z pandemią, nikt bowiem nie był w stanie wyjaśnić, co ją powoduje i w jaki sposób się rozpowszechnia. Wielu ludzi wierzyło, że jedynie gniew Boży jest w stanie wywołać tak przerażające wydarzenia.

### W kulturze

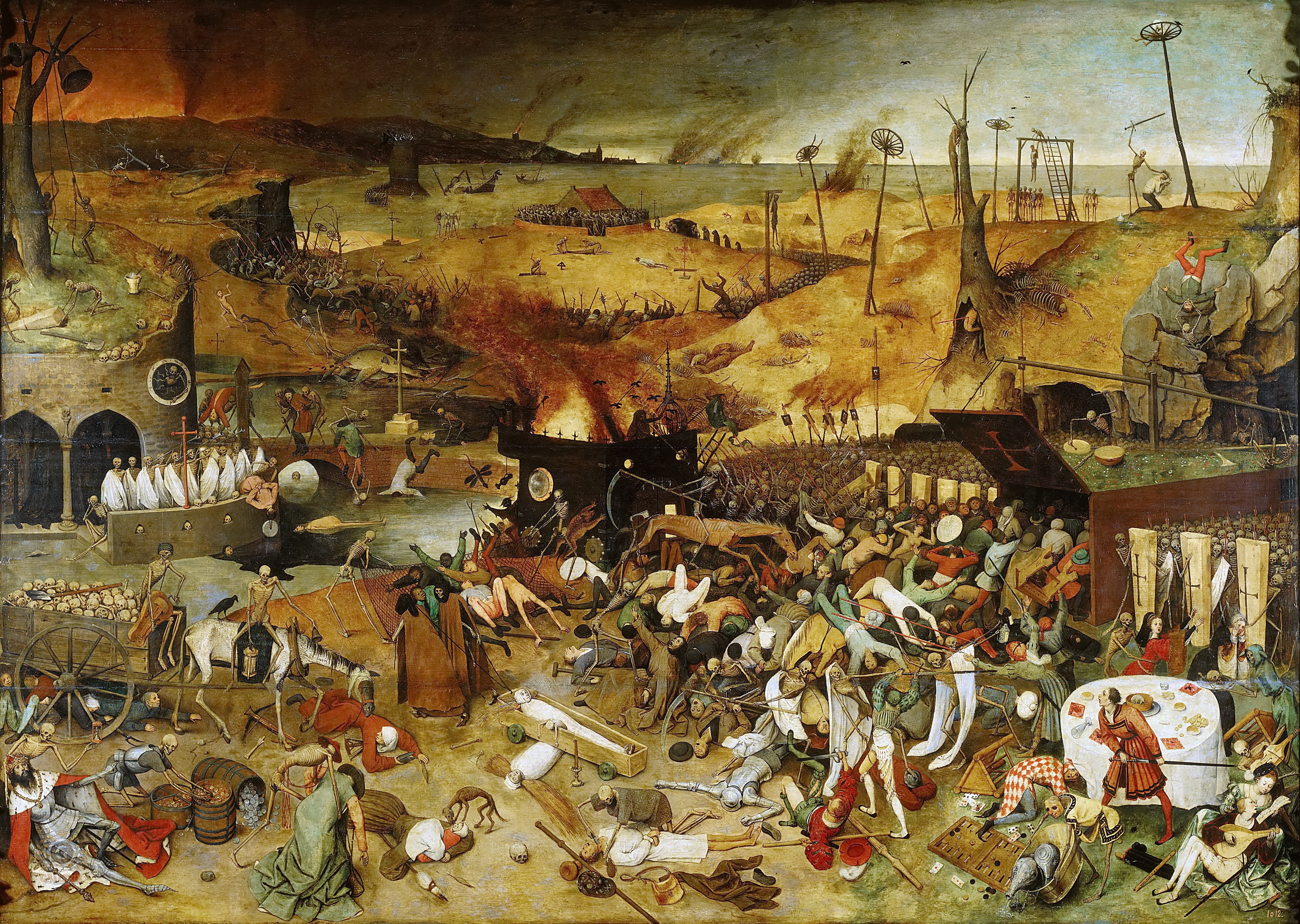
„Triumf śmierci” (1562) Pietera Bruegla, odzwierciedlający powszechny w społeczeństwie wstrząs i przerażenie, wywołane czarną śmiercią.

Czarna śmierć miała ogromny wpływ na sztukę i literaturę, tworzoną przez pokolenie, któremu udało się przeżyć zarazę. Wiele najbardziej szczegółowych opisów epidemii pochodzi z relacji jej świadków-literatów, do których należało wielu znanych władców, filozofów, pisarzy (jak np. Boccaccio) i poetów (np. Petrarka). Ich dzieła nie były jednak dostępne dla większości im współczesnych. Prace Petrarki czytywano głównie w gronie zamożnych arystokratów i zamieszkałych we włoskich państwach-miastach kupców. W 1348 działał trubadur Peire Lunel de Montech, którego twórczość nawiązywała do niemodnych już form poetyckich. Swoje przepełnione smutkiem sirventes Meravilhar no·s devo pas las gens, tworzył w czasie szczytowego rozpowszechnienia dżumy w Tuluzie.

Umierali oni setkami, zarówno w dzień, jak i w nocy, wszyscy byli wrzucani do […] dołów i zasypywani ziemią. Gdy tylko owe doły się przepełniły, wykopywano nowe. I ja, Agnilo di Tura […] pochowałem piątkę moich dzieci własnymi rękami […] Umarło tak wielu, iż wszyscy wierzyli, że to koniec świata.

Gdy z powodu mnogości trupów na cmentarzach poświęconej ziemi nie stało, tak iż nie lza już i myśleć było, aby każdy zmarły miał swoją mogiłę, poczęto kopać głębokie jamy, w które trupy setkami jedne na drugie rzucano na kształt towarów na okręcie. Zwłoki ledwie cienką warstwą ziemi przysypywano, póki jama po brzegi się nie napełniła. […] Ale ostawmy już wsie okoliczne i do miasta powróćmy. Tutaj ze srogiego niebios wyroku, a także z przyczyny ludzkiego okrucieństwa, w czasie od marca do czerwca więcej niż sto tysięcy osób życie straciło. Ginęli od strasznej zarazy, a także z braku pieczy i pomocy, skąpionej im przez zdrowych, którymi trwoga owładła. Dawniej nikt by może nie był pomyślał, że we Florencji można naliczyć tylu żywych mieszkańców, ile w niej się później okazało zmarłych. Ileż to pięknych domów, wspaniałych pałaców, przedtem przez mnogie rodziny, przez rycerzy i znamienite damy zamieszkałych, teraz pustką stanęło! Wymarli w nich wszyscy aż do ostatniego sługi!

## Nawroty

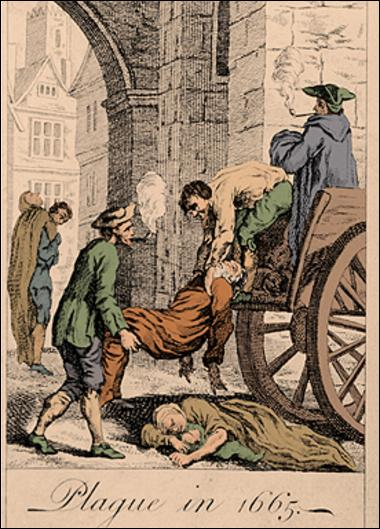
wielka zaraza w Londynie odpowiedzialna za śmierć powyżej 100 tysięcy osób

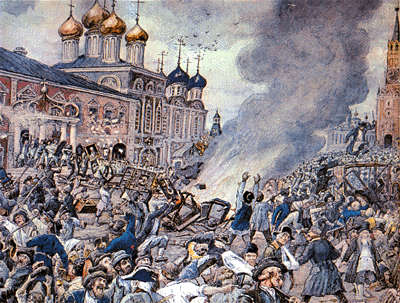
Dżuma w Moskwie (1771) zabiła 50–100 tysięcy mieszkańców tego miasta (1/6 do 1/3 jego populacji)

Epidemie dżumy zazwyczaj wygasają po kilku miesiącach z powodu braku żywiciela, dzięki któremu bakterie ją wywołujące mogłyby przetrwać. Niemniej niektóre patogeny mogą przeżyć dłużej, co prowadzi prędzej czy później do ponownego wybuchu zarazy.
Dżuma wielokrotnie powracała, dziesiątkując poszczególne miejsca Europy od XIV do XVII wieku. Jak podaje Biraben, zaraza była obecna w każdym roku w okresie 1346–1671. Druga epidemia dżumy była szczególnie widoczna w latach 1360–1363, 1374, 1400, 1438–1439, 1456–1457, 1464–1466, 1481–1485, 1500–1503, 1518–1531, 1544–1548, 1563–1566, 1573–1588, 1596–1599, 1602–1611, 1623–1640, 1644–1654 i 1664–1667. Kolejne ogniska, choć poważne, coraz bardziej odsuwały się od większej części Europy (XVIII wiek) i północnej Afryki (XIX wiek). Geoffrey Parker stwierdził, że „Francja straciła prawie milion mieszkańców przez epidemię 1628–1631”.
Z powodu braku spisów ludności, historycy nie są pewni co do wielkości populacji Anglii – liczba jej ludności przed epidemią bywa szacowana w zakresie 4–7 milionów w 1300 i zaledwie 2 mln po przejściu zarazy. Pod koniec 1350 dżuma w Anglii mocno zmniejszyła swój zasięg, ale nie zanikła całkowicie. Atakowała ponownie w latach 1361–1362, 1369, 1379–1383, 1389–1393, a także pierwszej połowie XVI wieku. Wybuch w 1471 pochłonął 10–15% ludności, podczas gdy 1479–1480 – ok. 20%. Największe nawroty czarnej śmierci za panowania dynastii Tudorów i Stuartów miały miejsce w latach 1498, 1535, 1543, 1563, 1589, 1603, 1625, 1636 i zakończyły się Wielką zarazą w Londynie (1665–1666).
W 1466 w Paryżu na dżumę zmarło ok. 40 tysięcy ludzi. W szesnastym i siedemnastym stuleciu dżuma nawiedzała Paryż średnio co trzy lata. Trzy lata po dotarciu do Europy, czarna śmierć zawitała w Rosji, gdzie w okresie 1350–1490 wybuchała średnio co 5–6 lat. W latach 1563, 1593, 1603, 1625, 1636 i 1665 zaraza pustoszyła Londyn, zmniejszając jego populację o 10–30%. Powyżej 10% ludności Amsterdamu umarło w latach 1623–1625 i ponownie w 1635–1636, 1655, oraz 1664. W okresie między 1361 do 1528 w Wenecji miały miejsce 22 ogniska zarazy. Wskutek zarazy w latach 1576–1577 zmarło 50 tysięcy ludzi – prawie 1/3 ówczesnej populacji miasta. Niektóre późniejsze wybuchy epidemii w centralnej Europie (wliczając w to wielką zarazę w Italii w latach 1629–1631) były związane z przemieszczaniem się wojsk podczas wojny trzydziestoletniej.
W 1679 dżuma na nowo zaatakowała Wiedeń.
W pierwszej połowie XVII wieku dżuma w całych Włoszech zabiła ok. 1,7 mln ludzi (mniej więcej 14% populacji). W 1656 z powodu zarazy umarła ok. połowa wszystkich (300 tysięcy) mieszkańców Neapolu. W siedemnastowiecznej Hiszpanii pandemia zebrała powyżej 1,25 miliona ofiar. Dżuma w 1649 prawdopodobnie zredukowała populację Sewilli o połowę.
W latach 1709–1713 (zbiegło to się w czasie z III wojną północną) dżuma doprowadziła do śmierci około 100 tysięcy ludzi w Szwecji i 300 tysięcy w Prusach. Zaraza zabiła też dwie trzecie populacji Helsinek i jedną trzecią ludności Sztokholmu. Ostatnia poważna pandemia związana z dżumą w Europie miała miejsce w 1720 w Marsylii.
Czarna śmierć nie ominęła również krajów muzułmańskich, gdzie w latach 1500–1850 dotarła niemal wszędzie. Wielokrotnie nawiedzała północną Afrykę. W wyniku dżumy populacja Algieru w latach 1620–1621 zmniejszyła się o 30–50 tysięcy mieszkańców. Zaraza wybuchła weń też ponownie w latach 1654–1657, 1665, 1691 i 1740–1742. Dżuma miała duży wpływ na życie mieszkańców Imperium Osmańskiego aż do drugiej ćwierci dziewiętnastego wieku. W latach 1701–1750 w Konstantynopolu wybuchło 37 większych i mniejszych epidemii, a 1751–1800 – 31. Choroba wyludniła również Bagdad, gdzie zginęło 2/3 mieszkańców.

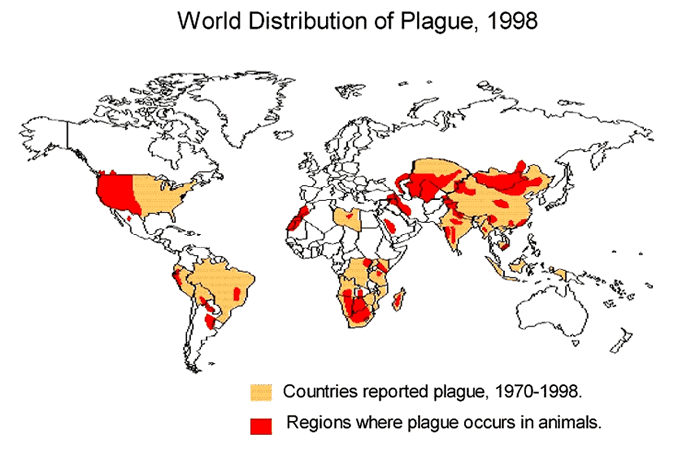
Rozpowszechnienie trzeciej wielkiej pandemii dżumy

### Trzecia wielka pandemia dżumy
Trzecia pandemia dżumy (1855–1859) rozpoczęła się w Chinach, a w drugiej połowie dziewiętnastego wieku dotarła na wszystkie zaludnione kontynenty. W samych Indiach zabiła 10 mln ludzi. Dwanaście epidemii dżumy miało miejsce w Australii w latach 1900–1925, przyczyniając się do 1000 zgonów, głównie w Sydney. Doprowadziło do powstania tam Departamentu Publicznego Zdrowia, który podjął się badań nad przenoszeniem się Y. pestis ze szczurów na ludzi.
Pierwszym ogniskiem trzeciej pandemii dżumy w Ameryce Północnej było San Francisco (1900–1904), skąd przeniosła się ona na inne obszary (1907–1908) W latach 1944–1993 na terenie USA zanotowano 362 przypadki tej choroby wśród ludzi, z których większość (90%) miała miejsce w czterech zachodnich stanach: Arizonie, Kalifornii, Kolorado, Nowym Meksyku. Po 1995 obecność dżumy udokumentowano w 9 zachodnich stanach USA. Szacuje się, że obecnie każdego roku w USA 5–15 osób zaraża się tą chorobą (głównie w zachodnich stanach).
Yersinia pestis może stać się oporna na leki, przez co ponownie może stać się poważnym zagrożeniem dla zdrowia. Jak dotąd, oporność pałeczek dżumy na różne antybiotyki stwierdzono tylko w jednym przypadku choroby z Madagaskaru (1995).